# 2015 KG163
2015 KG163 ist ein Planetoid, der am 24. Mai 2015 am Mauna Kea entdeckt wurde und zur Gruppe der Kuipergürtel-Planetoiden gehört. Der Asteroid läuft auf einer hoch exzentrischen Bahn in mehr als 20000 Jahren um die Sonne. Die Bahnexzentrizität seiner Bahn beträgt 0,95, wobei diese 14° gegen die Ekliptik geneigt ist.